# 1400年
| 千纪： | 2千纪 |
| 世纪： | 13世纪 \| 14世纪 \| 15世纪                                                                                 |
| 年代： | 1370年代 \| 1380年代 \| 1390年代 \| 1400年代 \| 1410年代 \| 1420年代 \| 1430年代                           |
| 年份： | 1395年 \| 1396年 \| 1397年 \| 1398年 \| 1399年 \| 1400年 \| 1401年 \| 1402年 \| 1403年 \| 1404年 \| 1405年 |
| 纪年： | 庚辰年（龙年）；明建文二年；越南建新三年，圣元元年；日本應永七年                                           |

## 大事记
- 亞洲
  - 世界人口為3.62億，中國的明朝人口占据世界的18.23%。
  - 朝鮮王朝發生第二次王子之乱，朝鮮定宗於同年讓位其弟朝鲜太宗。
  - 越南陳朝陳少帝被權臣黎季犛廢黜，自立為新君，建立胡朝。
  - 緬甸阿瓦王朝君主明基蘇瓦紹蓋崩逝，長子德勒帕耶即位為王，同年被太公（英语：Tagaung, Mandalay）總督梯訶波帝暗殺，梯訶波帝自立為王後不久被首相溫秦明耶沙為首的阿瓦廷臣處死，擁立德勒帕耶的弟弟明康繼位為王。
  - 黑羊王朝被蒙古族的帖木爾打敗，卡拉·優素福逃到埃及。
  - 12月25日——燕王朱棣 為奪取東昌（今山東聊城）發動東昌之戰，遭平燕將軍盛庸痛擊，燕軍精銳幾乎喪失殆盡。

- 歐洲

## 逝世
- 2月14日——理查二世，英格蘭國王。（1367年出生，33岁）
- 4月——明基蘇瓦紹蓋，緬甸阿瓦王朝的實際奠基人。
- 11月——德勒帕耶，緬甸阿瓦王朝君主，明基蘇瓦紹蓋長子。
- 梯訶波帝，緬甸阿瓦王朝太公（英语：Tagaung, Mandalay）總督，短暫成為阿瓦王朝君主。